# Боргенстрём, Оути
Оути Боргенстрём (фин. Outi Borgenström-Anjala; 24 января 1956, Тампере, Финляндия) — финская ориентировщица, чемпионка мира по спортивному ориентированию.
Завоевала золотую медаль на домашнем чемпионате мира в Тампере в 1979 году,
а на чемпионате 1974 года стала обладательницей бронзовой медали.
Также является обладателем трех медалей, выигранных в составе финской сборной в эстафете.
Примечателен тот факт, что выиграв индивидуальную гонку в 1979 году Оути не была включена в состав эстафетной команды.